# Robert Becker (Publizist)
Robert Otto Becker (* 26. Oktober 1916 in Offenbach am Main; † 10. März 2014 in Bad Vilbel) war ein deutscher Publizist.

## Leben
Becker wurde als Jugendlicher in der Weimarer Republik Mitglied des Reichsbanners Schwarz-Rot-Gold, einen politischen Wehrverband zum Schutz der demokratischen Republik. Im Zweiten Weltkrieg leistete er Kriegsdienst und geriet in sowjetische Kriegsgefangenschaft.
Nach Gründung der Bundesrepublik 1949 hielt Becker auf Hunderten von Veranstaltungen quer durch Westdeutschland politische Reden. Ende der 1960er-Jahre war er an der Wiedergründung des Reichsbanners Schwarz-Rot-Gold beteiligt. Von 1969 bis 1970 war Becker Bundesvorsitzender des Reichsbanners. Er war zudem als Redakteur der Illustrierten Republikanischen Zeitung tätig. Becker war Mitglied der SPD, aus der er aus Protest gegen Willy Brandts Neue Ostpolitik austrat.
Anfang der 1980er-Jahre kam Becker in Kontakt mit der sektenartigen LaRouche-Bewegung, deren deutschen Ableger, das Schiller-Institut, er 1984 mitbegründete und wo er bis zu seinem Tod bei Veranstaltungen als Redner auftrat.
Becker war verheiratet und Vater dreier Kinder.

## Werke (Auswahl)
- gemeinsam mit Wolfgang Dau und Helmut Bärwald: Herbert Wehner – Zeit seines Lebens. (1986)
- Der Wahrheit die Ehre! (2000)
- Die dunkle Seite des Mondes (2007)